# Hylobates lar

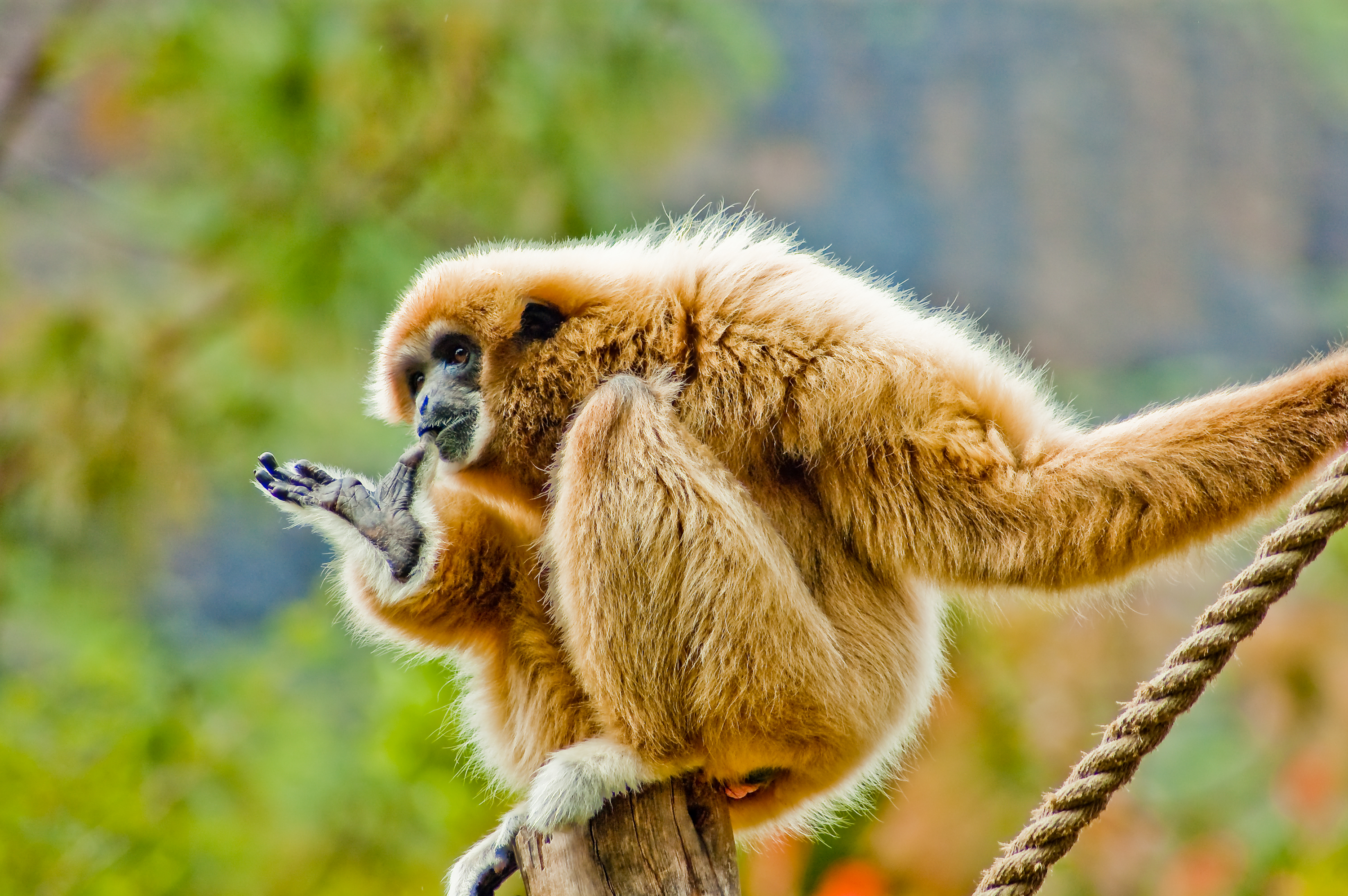
Gibón lar en Palmitos Park, Gran Canaria, España.

El gibón de manos blancas o gibón lar (Hylobates lar) es una Especie de primate hominoideo de la familia Hylobatidae.

## Características
El gibón de manos blancas tiene un aspecto muy esbelto con el cuerpo delgado, piernas relativamente largas y brazos muy largos; carece de cola. Posee dos fases de coloración característica que permite distinguir individuos negros o marrón oscuro e individuos rubios o rojizos; las manos y los pies son blancos, así como un anillo de pelo blanco que rodea la cara negra. Tanto machos como hembras pueden presentar todas las variantes de color y los dos sexos son difíciles de diferenciar.

## Comportamiento
Forma grupos estrictamente familiares formados por un macho y una hembra adultos con sus crías de varios años. Se pueden reunir así de dos a seis individuos. La familia es monógama y cuando los jóvenes alcanzan la madurez sexual son expulsados de la misma. Las parejas se forman a los seis u ocho años de edad y perduran toda la vida.
Son territoriales y el grupo familiar permanece dentro de los límites de su territorio. El territorio no es demasiado amplio, habitualmente entre 12 y 40 hectáreas e incluye los árboles donde comen y los árboles usados para dormir.
El territorio es defendido frente a los grupos vecinos mediante gritos agudos; se entabla así una lucha de gritos entre los diferentes grupos que pueblan un área, que puede durar más de una hora. Si algún individuo viola las fronteras de un territorio se producen peleas que incluyen manotazos, arañazos y mordiscos. Estos ruidosos hábitos se producen al amanecer y al caer la tarde.
Los miembros de un grupo manifiestan un gran afecto entre sí; se abrazan con frecuencia y tienen una expresión facial amistosa muy parecida a la sonrisa humana.
En cautividad un gibón ha llegado a vivir 32 años.

## Alimentación
Tras los gritos matutinos, el grupo se pone en movimiento en busca de alimento. Se alimentan de frutos, sobre todo de higos (Ficus), pero también de toronjas, mangos, hojas, flores, yemas, pájaros y huevos. Por la tarde hay una segunda comida, antes de la sesión vespertina de gritos.

## Reproducción
La reproducción no tiene una época definida y el apareamiento se produce en cualquier momento del año. Las hembras tiene un ciclo menstrual de unos 30 días. La gestación dura de 200 a 212 días y paren un solo pequeño que la madre transporta sobre su pecho; las crías tienen un fuerte reflejo de Babinski, gracias al cual se agarran con fuerza al pelo de la madre, lo cual es de vital importancia cuando la madre se desplaza saltando entre las ramas. La madurez sexual se produce hacia los ocho años de edad.

## Distribución
El área de distribución histórica de Hylobates lar se extendía desde el sudeste de China y este de Birmania hasta Tailandia y toda la Península Malaya, así como en el noroeste de la isla de Sumatra. La distribución actual se ha reducido y fragmentado, habiendo desaparecido de China.

## Subespecies
Hay cinco subespecies:
- Hylobates lar lar - gibón malayo
- Hylobates lar carpenteri - gibón de Carpenter
- Hylobates lar entelloides - gibón central
- Hylobates lar vestitus - gibón de manos blancas de Sumatra
- Hylobates lar yunnanensis - gibón de manos blancas de Yunan